# Stalag VI B Versen
Stalag VI B Versen, voorheen Kamp IX Versen (Duits: Lager IX Versen), was een krijgsgevangenenkamp en later concentratiekamp in Nazi-Duitsland tijdens de Tweede Wereldoorlog. Het kamp, een van de vijftien Emslandlager, lag vlak bij de grens met Nederland, nabij het dorp Versen, ongeveer vijftien kilometer ten oosten van Emmen. In de officiële Duitse lijst van concentratiekampen staat het kamp onder nr. 927 vermeld.

## Geschiedenis
In de zomer van 1938 werd het kamp ingericht voor 1500 werkers onder toezicht van de Reichsarbeitsdienst, vergelijkbaar met de toenmalige Nederlandse werkverschaffing. Deze trok zich in 1939 terug van de westoever van de Eems, omdat daar enkel nog door krijgsgevangenen werk mocht worden verricht. Het Oberkommando der Wehrmacht (OKW) nam daarop in september 1939 het kamp over om daar krijgsgevangenen onder te brengen. Het kamp vormde het centrum van Stalag VI B Versen en kreeg Wesuwe en Fullen als dependances.
De regionale autoriteiten hoopten vanaf begin oktober 1939 16.500 krijgsgevangenen te kunnen huisvesten in de zeven kampen van Stalag VI B en C. Nadat de Reichsarbeitsdienst in 1938 werd opgeheven, werden de krijgsgevangenen ingezet als vervangende werkkracht. Aanvankelijk werden de kampen van Stalag VI B Versen bevolkt door Poolse, Franse en Sovjet-krijgsgevangenen. In december 1939 waren er in Kamp Versen vijftig krijgsgevangenen en in september 1941 ca. 300. Op 1 september 1941 waren er in Stalag VI B 10.659 Franse, 1012 Belgische, 217 Poolse, 960 Zuidoost-Europese en 8668 Sovjet-krijgsgevangenen.
In mei 1942 werd Stalag VI B Versen opgenomen in Stalag VI C Bathorn. Vanaf 1944 functioneerde het als buitenkamp van Neuengamme. Het kwam toen kamp Meppen-Versen te heten.
In 1943/44 nam het kamp hoofdzakelijk Italiaanse krijgsgevangenen op en vanaf november 1944 gevangenen uit het concentratiekamp Neuengamme. Tot maart 1945 bleef kamp Meppen-Versen een buitenpost van dat concentratiekamp. Toen de geallieerden het kamp naderden, werden de resterende gevangenen lopend via Meppen, Cloppenburg, Bremen en Hamburg naar Neuengamme gedirigeerd. De ernstig zieken en zij die niet konden lopen, werden per vrachtwagen naar Farge bij Bremen gebracht. De veertig zwaarst zieken werden ter plekke doodgeschoten.

## Omstandigheden
Het ontbrak aan de meest elementaire voorzieningen. Slechte voeding, slechte of geen huisvesting, zeer lange werkdagen, onvoldoende kleding, onvoldoende sanitaire voorzieningen en ’’die eeuwige regen’’ vormden de erbarmelijke omstandigheden. Men moest van zonsopgang tot zonsondergang werken. De gevangenen uit Neuengamme werden gedwongen om verdedigingswerken aan te leggen, die vanuit militair oogpunt bezien volkomen nutteloos waren. Van 16 november 1944 tot medio januari 1945 hebben de gevangenen geen droge draad aan hun lijf gehad. Dat heeft veel gevangenen het leven gekost. Ook door de willekeur en mishandeling door de bewakers, waren veel doden te betreuren.

## Ontsnappingen
Soms moesten de gevangenen op enkele honderden meters van de Nederlandse grens werken. Regelmatig trachten de gevangenen de Nederlandse grens over te vluchten. Bij die vluchtpogingen werd er gericht op de gevangenen geschoten. Toch zijn er enige tientallen ontsnappingen gelukt. Maar Nederland stuurde de asielzoekers in de meeste gevallen terug. Vaak betekende dat alsnog de dood van de vluchteling. In enkele gevallen, die publieke aandacht trokken, werden asielzoekers niet naar Duitsland teruggestuurd, maar naar andere landen uitgewezen.

## Dodental
In de vijftien Emslandlager hebben naar schatting 100.000 tot 180.000 krijgsgevangenen en 80.000 politieke- en strafgevangenen verbleven. Naar schatting zijn 38.000 van deze gevangenen in de Emslandlager vermoord. Voor het merendeel, 35.000, zijn dat Sovjet-krijgsgevangenen geweest. Deze liggen op negen begraafplaatsen en in massagraven begraven. Per kamp kan zowel qua inwonertal als ten aanzien van het dodental niets specifieks met zekerheid worden gezegd. Van de begraafplaatsen is voor een deel van de gevallen wel bekend hoeveel mensen er liggen en welke nationaliteit deze mensen hadden. Hoeveel van de 180.000 tot 260.000 kamp bewoners de oorlog hebben overleefd is onbekend. Velen zijn later in andere kampen vermoord.